# Ianius mosca
Ianius mosca là một loài bướm đêm trong họ Erebidae.